# Campeonato Panamericano de Taekwondo de 1998
El X Campeonato Panamericano de Taekwondo se celebró en Lima (Perú) en 1998 bajo la organización de la Unión Panamericana de Taekwondo.
En total se disputaron en este deporte dieciséis pruebas diferentes, ocho masculinas y ocho femeninas.

## Resultados

### Masculino
| Evento | Oro                           | Plata                         | Bronce                                                                |
| ------ | ----------------------------- | ----------------------------- | --------------------------------------------------------------------- |
| –50 kg | Hugo Ávila Rozainz · México   | Geraldhy Altamirano · Ecuador | Carlos Koo · Guatemala · Jean Carlo Gamarra · Perú                    |
| –54 kg | Aldo Barrientos · Perú        | Belmiro Giordani · Brasil     | Danny Vizcaíno · República Dominicana · Enzo Thompson · Ecuador       |
| –58 kg | Óscar Salazar Blanco · México | Julio Piloy · Cuba            | Jin Suh · Estados Unidos · Andrés Sebastián · República Dominicana    |
| –64 kg | Steven López Estados Unidos   | Evangelos Lygeros · Canadá    | Marcio Eugenio · Brasil · Geovanny Sigüenza · Ecuador                 |
| –70 kg | David Kang Estados Unidos     | Walassi Aires · Brasil        | Carl Lewis · Aruba · Jaime Vargas · Chile                             |
| –76 kg | Ángel Matos · Cuba            | Paul Jiménez · Costa Rica     | Iván Rodríguez · El Salvador · R. Enriquillo · República Dominicana   |
| –83 kg | Víctor Estrada · México       | Spencer Mandy · Canadá        | Juan Alfredo Escobar · Cuba · Nilson Macena · Brasil                  |
| +83 kg | Nelson Sáenz Miller · Cuba    | Dennis Kim · Canadá           | George Weissfisch · Estados Unidos · Milton Eliecer Castro · Colombia |

### Femenino
| Evento | Oro                           | Plata                       | Bronce                                                         |
| ------ | ----------------------------- | --------------------------- | -------------------------------------------------------------- |
| –43 kg | Yanelis Labrada Díaz · Cuba   | Kay Poe Estados Unidos      | Sarah Munro · Canadá · Elena Franco · Ecuador                  |
| –47 kg | Yeny Contreras · Chile        | Manoela Pontual · Brasil    | Eliana Pantoja · Venezuela · Euda Carías · Guatemala           |
| –51 kg | Mirla Cabello · Venezuela     | Paulina Mora · Guatemala    | Wendy Grullón · República Dominicana · Roxanne Forget · Canadá |
| –55 kg | Simona Hradil Estados Unidos  | Nohemar Leal · Venezuela    | Sahily Álvarez · Cuba · Vanina Sánchez Berón · Argentina       |
| –60 kg | Ana Paula França · Brasil     | Karina Pecina Argentina     | Daniza Lazo · Venezuela · Dana Martin · Estados Unidos         |
| –65 kg | Barbara Kunkel Estados Unidos | Barbara Pak · Canadá        | Mery Aray · Venezuela · Karina Couzemenco · Brasil             |
| –70 kg | Rebeca Quijas Luna · México   | Soraia Dibo · Brasil        | Yaritza Flores · Venezuela · Heidi Gilbert · Estados Unidos    |
| +70 kg | Sonallis Mayan · Cuba         | Adriana Carmona · Venezuela | Dominique Bosshart · Canadá · Nikki Lee · Estados Unidos       |

## Medallero
| Núm. | País                 | Oro | Plata | Bronce | Total |
| ---- | -------------------- | --- | ----- | ------ | ----- |
| 1    | Estados Unidos       | 4   | 1     | 5      | 10    |
| 2    | Cuba                 | 4   | 1     | 2      | 7     |
| 3    | México               | 4   | 0     | 0      | 4     |
| 4    | Brasil               | 1   | 4     | 3      | 8     |
| 5    | Venezuela            | 1   | 2     | 4      | 7     |
| 6    | Chile                | 1   | 0     | 1      | 2     |
| 6    | Perú                 | 1   | 0     | 1      | 2     |
| 8    | Canadá               | 0   | 4     | 3      | 7     |
| 9    | Ecuador              | 0   | 1     | 3      | 4     |
| 10   | Guatemala            | 0   | 1     | 2      | 3     |
| 11   | Argentina            | 0   | 1     | 1      | 2     |
| 12   | Costa Rica           | 0   | 1     | 0      | 1     |
| 13   | República Dominicana | 0   | 0     | 4      | 4     |
| 14   | Aruba                | 0   | 0     | 1      | 1     |
| 14   | Colombia             | 0   | 0     | 1      | 1     |
| 14   | El Salvador          | 0   | 0     | 1      | 1     |
|      | TOTAL                | 16  | 16    | 32     | 64    |